# Wainaku
Wainaku és una concentració de població designada pel cens dels Estats Units a l'estat de Hawaii. Segons el cens del 2000 tenia 1.227 habitants.

## Demografia
Segons el cens del 2000, Wainaku tenia 1.227 habitants, 422 habitatges, i 317 famílies La densitat de població era de 360,19 habitants per km².
Dels 422 habitatges en un 27,0% hi vivien nens de menys de 18 anys, en un 53,1% hi vivien parelles casades, en un 15,2% dones solteres, i en un 24,9% no eren unitats familiars. En el 21,1% dels habitatges hi vivien persones soles l'11,1% de les quals corresponia a persones de 65 anys o més que vivien soles. El nombre mitjà de persones vivint en cada habitatge era de 2,91 i el nombre mitjà de persones que vivien en cada família era de 3,36.
Per edats la població es repartia de la següent manera: un 22,0% tenia menys de 18 anys, un 8,9% entre 18 i 24, un 23,5% entre 25 i 44, un 24,2% de 45 a 64 i un 21,4% 65 anys o més.
L'edat mediana era de 42,7 anys. Per cada 100 dones hi havia 97,9 homes. Per cada 100 dones de 18 o més anys hi havia 96,91 homes.
La renda mediana per habitatge era de 42.292 $ i la renda mediana per família de 52.946 $. Els homes tenien una renda mediana de 29.792 $ mentre que les dones 23.750 $. La renda per capita de la població era de 19.296 $. Aproximadament el 6,9% de les famílies i el 12,5% de la població estaven per davall del llindar de pobresa.

## Poblacions més properes
El següent diagrama mostra les poblacions més properes.